# Fujiwara Opera
Le Fujiwara Opera (藤原歌劇団, Fujiwara Kagekidan) est une compagnie d'opéra située à Tokyo. C'est la plus importante et plus ancienne compagnie professionnelle d'opéra du Japon. Elle est fondée en 1934 par le ténor Yoshie Fujiwara. Après la Seconde Guerre mondiale, la société inaugure une période de grand succès, à commencer par une production très populaire de La Traviata de Verdi qui est donnée plus de 400 fois sous la direction de Manfred Gurlitt. Le fameux ténor Arrigo Pola (en) est directeur artistique de la compagnie de 1957 à 1965. Après son départ, la compagnie connaît une période de déclin, mais se développe à nouveau au début des années 1970. Depuis 1980, la compagnie est gérée par la Japan Opera Foundation, organisation qui gère également le Nihon Opéra Kyokai.

## Source
- (en) Cet article est partiellement ou en totalité issu de l’article de Wikipédia en anglais intitulé « Fujiwara Opera » (voir la liste des auteurs).